# Джуліано Сімеоне
Джуліано Сімеоне (ісп. Giuliano Simeone, нар. 18 грудня 2002, Рим) — аргентинський футболіст, нападник іспанського клубу «Атлетіко».
Виступав, зокрема, за клуби «Реал Сарагоса» та «Алавес».

## Ігрова кар'єра
Народився 18 грудня 2002 року в місті Рим. Вихованець юнацьких команд футбольних клубів «Рівер Плейт» та «Атлетіко».
У дорослому футболі дебютував 2021 року виступами за команду «Атлетіко Мадрид Б», у якій провів один сезон, взявши участь у 51 матчі чемпіонату. 
Протягом 2022 року захищав кольори клубу «Атлетіко».
Своєю грою за останню команду привернув увагу представників тренерського штабу клубу «Реал Сарагоса», до складу якого приєднався на умовах оренди 2022 року. Відіграв за клуб з Сарагоси наступний сезон своєї ігрової кар'єри. Більшість часу, проведеного у складі сарагоського «Реала», був основним гравцем атакувальної ланки команди.
У 2023 році орендований клубом «Алавес», у складі якого провів наступний рік своєї кар'єри гравця. 
До складу клубу «Атлетіко» повернувся 2024 року. 

## Особисте життя
Сімеоне — син футбольного менеджера Дієго Сімеоне. Його брати Джованні та Джанлука також є футболістами.